# Tống Đinh công
Tống Đinh công (chữ Hán: 宋丁公), tên thật là Tử Thân (子申), là vị vua thứ tư của nước Tống – chư hầu nhà Chu trong lịch sử Trung Quốc.
Tử Thân là con của Tống công Kê – vua thứ 3 nước Tống. Sau khi Tống công Kê mất, Tử Thân lên nối ngôi, tức là Tống Đinh công.
Sử ký không ghi chép sự kiện xảy ra liên quan tới nước Tống trong thời gian ông làm vua.
Sau này không rõ Tống Đinh công mất năm nào. Con ông là Tử Cộng lên nối ngôi, tức là Tống Mẫn công.